# Skavvålen
Skavvålen är en sjö i Eda kommun i Värmland och ingår i Göta älvs huvudavrinningsområde.